# Janaillat
Janaillat este o comună în departamentul Creuse din centrul Franței. În 2009 avea o populație de 358 de locuitori.

## Evoluția populației
| An        | 1975 | 1982 | 1990 | 1999 | 2006 | 2009 |
| --------- | ---- | ---- | ---- | ---- | ---- | ---- |
| Populație | 545  | 470  | 404  | 367  | 352  | 358  |